# 锡马龙河 (甘尼森河支流)
锡马龙河（英語：Cimarron River）是甘尼森河的一条支流，长35.4公里，位于美国科罗拉多州。